# فيركني بيتريفتسي (تشيرنيفيتسكا)
فيركني بيتريفتسي (Верхні Петрівці) هي مدينة في مقاطعة تشيرنيفيتسكا في أوكرانيا. يبلغ عدد سكانها حوالي 3669 نسمة.